# Guilherme II da Sicília
Guilherme II da Sicília, dito o Bom, foi um rei da Sicília entre 1166 e 1189. Sem talento para aventuras militares, recluso e amante dos prazeres da vida, ele raramente deixou sua vida palaciana em Palermo. Ainda assim, seu reinado foi marcado por uma ambiciosa política externa e uma vigorosa diplomacia. Campeão da causa papal e aliado em segredo das cidades lombardas, ele conseguiu derrotar o grande adversário da aliança, Frederico I. Na Divina Comédia, Dante Alighieri o coloca no Paraíso. Ele também foi citado por Boccaccio no Decamerão (conto V.7).

## Reinado

### Regência de Margarida
Guilherme tinha apenas onze anos de idade quando seu pai, Guilherme I, morreu e ele foi colocado sob a regência de sua mãe, Margarida de Navarra. Até ele ser declarado adulto em 1171, o governo foi controlado pelo chanceler Estêvão du Perche (1166-1168), primo de Margarida, e depois por Walter Ophamil, arcebispo de Palermo, e Mateus de Ajello, o vice-chanceler.

### Casamento e alianças
Em 1174 e 1175, Guilherme concluiu diversos tratados com Gênova e Veneza e seu casamento, em fevereiro de 1177, com Joana, a filha de Henrique II da Inglaterra com Eleanor de Aquitânia marca o ápice de sua posição política na Europa. Contudo, esta não foi a primeira tentativa de casamento: uma tentativa anterior, intermediada por Bertrand II, arcebispo de Trani, de negociar a mão de uma princesa bizantina fracassou.
Em julho de 1177, Guilherme enviou uma delegação liderada pelo arcebispo Romualdo de Salerno e o conde Rogério de Andria, para assinar o Tratado de Veneza com o imperador. Para assegurar a paz, ele sancionou o casamento de sua tia, Constança, filha de Rogério II, com o filho de Frederico, Henrique, o futuro Henrique VI, exigindo que todos jurassem lealdade a ela como sucessora caso ele morresse sem herdeiros. Este passo, que seria fatal para o reino normando da Sicília, foi possivelmente dado para que Guilherme pudesse se dedicar às conquistas no exterior.

### Guerras no Egito e na Grécia

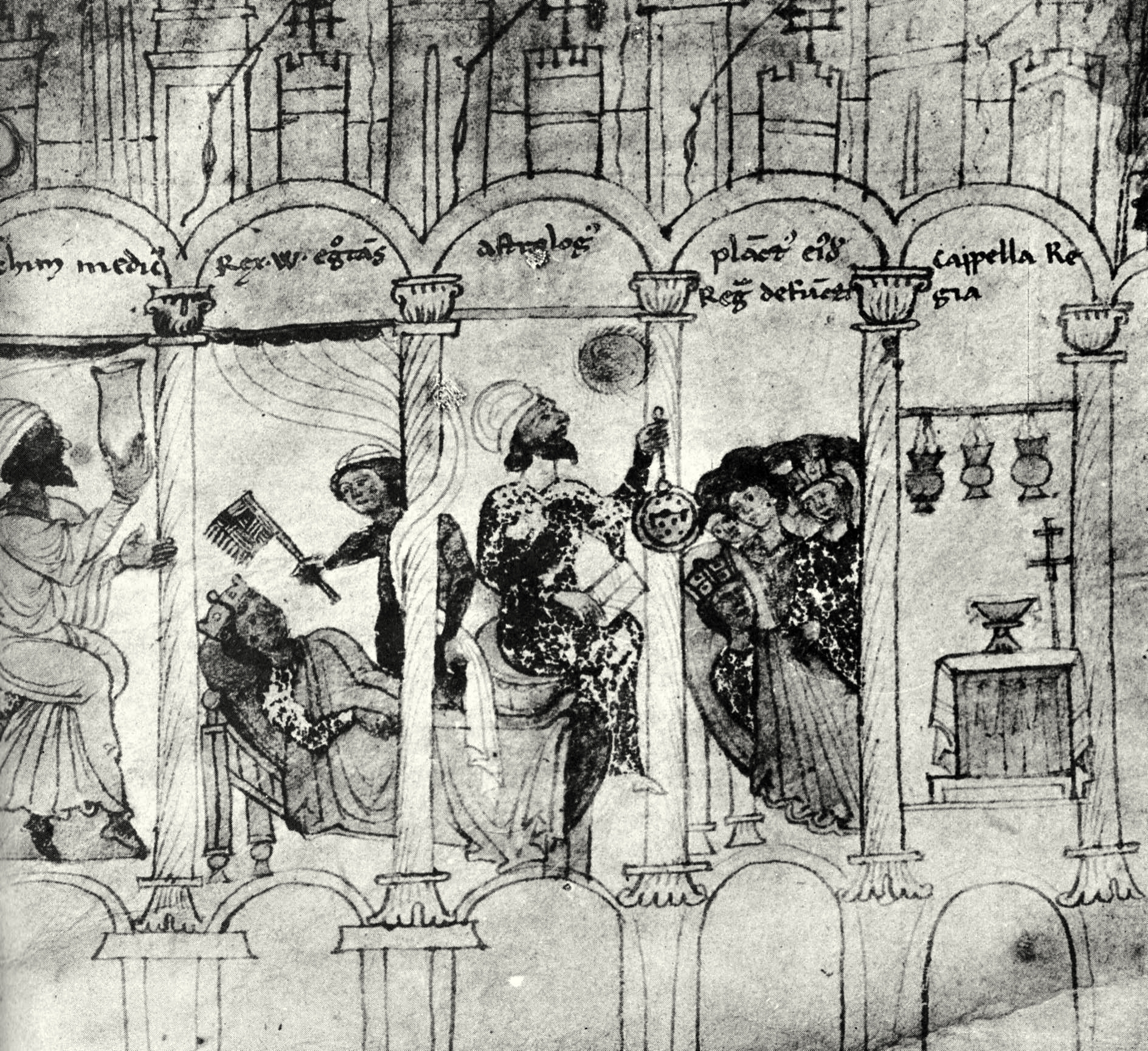
Morte de Guilherme II.
c. 1196. Iluminura do Liber ad honorem Augusti por Pedro de Eboli.

Incapaz de reviver o finado Reino da África, Guilherme dirigiu suas forças para o Egito aiúbida, de onde Saladino ameaçava o reino latino de Jerusalém. Em julho de 1174, 30 000 homens desembarcaram em Alexandria, mas a chegada de Saladino forçou os sicilianos a reembarcarem em meio a uma grande confusão. Melhores condições se abriram no caos que se seguiu à morte de Manuel I Comneno (1180) na corte bizantina e Guilherme se aproveitou para reavivar a antiga disputa com o Império Bizantino. Dirráquio foi capturada em 11 de junho de 1185. Em seguida, enquanto o exército (que supostamente contava com 80 000 homens, 5 000 deles cavaleiros) marchou sobre Tessalônica, uma frota de 200 navios seguiu para a mesma cidade, capturando no caminho as ilhas do Egeu de Corfu, Cefalônia, Ítaca e Zacinto. Em agosto, Tessalônica caiu a uma ataque simultâneo das duas forças e foi saqueada, resultando em mais de {[fortmatnum|7000}} mortes entre os gregos.
O exército então marchou para a capital bizantina, mas o exército do imperador Isaac II Ângelo derrotou os invasores às margens do rio Estrimão em 7 de novembro de 1185. Tessalônica foi imediatamente abandonada e, em 1189, Guilherme assinou a paz com Isaac com base no status quo ante bellum. Ele agora estava planejando induzir os exércitos cruzados do ocidente a passarem por suas terras e parece ter tido um papel preponderante na Terceira Cruzada. Seu almirante, Margarido, um gênio naval de mesmo porte que Jorge de Antioquia, conseguiu manter o Mediterrâneo oriental aberto para os francos com apenas 60 navios e ainda forçou Saladino a recuar de Trípoli na primavera de 1188.

## Morte
Em novembro de 1189, Guilherme morreu em Palermo sem deixar filhos, embora Orderico Vitalis relate a existência de um filho (que presumivelmente morreu ainda bebê) em 1181: Boemundo. O título de "o Bom" de Guilherme seu deu provavelmente menos pelo seu caráter e mais pelo fim das disputas internas durante o seu reinado.